# 太尊
大熊座ψ，又名BD+45 1897，HD 96833、SAO 43629、HR 4335，是大熊座的一颗恒星，视星等为3.01，位于銀經165.8，銀緯63.23，其B1900.0坐标为赤經11h 4m 2.6s，赤緯+45° 63.23′ 28″。